# Роберта Джема
Роберта Джема (на английски: Roberta Gemma), известна и като Роберта Мисони (Roberta Missoni), е артистичен псевдоним на италианската порнографска актриса Флориана Панела (Floriana Panella), родена на 15 декември 1980 г. в град Марино, Италия.

## Награди
Носителка на награди
- 2006: Eroticline награда за най-добра нова международна актриса.
- 2007: Eroticline награда за изключителни постижения.[3]
- 2008: Eroticline награда за най-добра международна Cross Over звезда.[4]
- 2010: Venus награда за най-добра европейска актриса.
- 2011: Venus награда за най-добра европейска актриса.
- 2012: Venus награда за Cross Over звезда.[5]